# 仮面ライダーフォーゼ THE MOVIE みんなで宇宙キターッ!
『仮面ライダーフォーゼ THE MOVIE みんなで宇宙キターッ!』（かめんライダーフォーゼ ザ ムービー みんなでうちゅうキターッ）は、2012年8月4日より東映系で公開された、日本の映画作品。同時上映作品は『特命戦隊ゴーバスターズ THE MOVIE 東京エネタワーを守れ!』。
キャッチコピーは「ついに、宇宙大決戦。」、「友情パワーで大気圏突破 青春、宇宙でフルスパーク!」。

## 概要
特撮テレビドラマ『仮面ライダーフォーゼ』初の単独劇場版作品であり、また同時上映の『ゴーバスターズ THE MOVIE』と併せ、「夏の2大ヒーロー祭」と銘打たれている。前年までとは異なり2Dバージョンのみが公開され、以降の夏の劇場版でも同様の扱いとなっている。
“宇宙”を題材にしてきた『フォーゼ』ではあるが、テレビシリーズでは予算的な問題もありオミットせざるを得なかった表現も多く、本作品では“宇宙”そのものをスケールアップして描く試みがなされている。またテレビシリーズ1年間の集大成として、仮面ライダー部たちの友情・絆を熱く描くストーリーが志向され、時系列上ではテレビシリーズの第38話と第39話の間にあたるエピソードとなっている。ディレクターズカット版では、その点がさらに明確に示されるシーンも追加されている。
ゲストキャラクターとして、仮面ライダーシリーズと同様に石ノ森章太郎が原作を手掛けた往年の東映特撮作品『宇宙鉄人キョーダイン』に登場するグランゼル、スカイゼル、ブラックナイトが、“宇宙”を題材にした作品つながりやスカイダインにフォーゼのフォルムが似ているため、デザインを現代風にリファインして登場、また同作品に登場したガブリンクィーンやゴンベスを意識した設定も盛り込まれている。さらに『キョーダイン』の後番組として放送された『大鉄人17』のワンセブンも、新たな設定の元で登場する。
タレントの原幹恵と俳優の岡田浩暉、テレビシリーズにレギュラー出演している田中卓志（アンガールズ）の相方の山根良顕、そして東映特撮作品にも度々出演している木下あゆ美が出演する。またテレビシリーズで弦太朗たちが関わって来た、天ノ川学園の学生や教師なども、友情がテーマで友達の多い弦太朗のキャラクターに合わせる形で、そのほとんどが友情出演という形で出演している。敵となる宇宙鉄人のアクターには岩上弘数、人見早苗、渡辺淳を起用。
劇場版が初出となる新フォーム（仮面ライダーフォーゼ メテオフュージョンステイツ）、それに次回作（『仮面ライダーウィザード』）の主役ライダーの先行登場といった要素も、前年より引き続き踏襲されている。

## あらすじ
歌星賢吾の亡き父が所属していた“外宇宙技術開発機構OSTO”を受け継ぐ団体が存在した。その名は宇宙の平和を守る組織OSTO Legacy（）。その団体がある日、仮面ライダー部に接触を図ってきた。本部長・冴葉晴海は以前から仮面ライダー部の活躍を承知しており、如月弦太朗 / 仮面ライダーフォーゼと朔田流星 / 仮面ライダーメテオの超絶的な能力無しでは達成困難であろう案件を依頼する。それは宇宙に浮遊する脅威の戦闘能力を持つ完成間近の衛星兵器XVII（）の破壊。そして人類殲滅を宣言してXVIIの力を使おうとするアリシア連邦製の宇宙鉄人グランダインとスカイダインの排除であった。
この高難易なミッションの達成には、フォーゼ・メテオの2人だけではさすがに無理ということで、弦太朗・流星・他の仮面ライダー部員たちも揃って宇宙へ上がることとなった。しかし、XVIIへの道程にはアリシア連邦の破壊工作員インガ・ブリンクと第3の宇宙鉄人ブラックナイトまでもが立ちふさがる。

## 登場人物
テレビシリーズからの登場人物は、仮面ライダーフォーゼ#登場人物を参照。仮面ライダーウィザードについては仮面ライダーウィザード#登場人物を参照。本節では本作品オリジナルの登場人物についてのみ取り扱う。

### OSTO Legacy
賢吾の父の緑郎や天高の理事長の我望がかつて所属していた外宇宙技術開発機構（OSTO）の後継団体とされる一団。XVIIの破壊と宇宙鉄人の排除を仮面ライダー部に依頼する。
冴葉 晴海（）
OSTO Legacyの本部長で、ローラースケートをいつも履いている。仮面ライダー部の秘密活動も知っており、彼らを見込んでXVII破壊を依頼するが、一方で「機械とも友達になる」と宣言する弦太朗の姿勢には否定的な見方を示している。

白山 静（）
OSTO Legacyの本部長秘書で、大杉を通じて仮面ライダー部に本部の意向を伝えると共に、彼らのXVII破壊任務に同行する。外見や仕事の内容からは優秀な秘書に見えるが、実際はかなりのドジっ娘。

### アリシア連邦
宇宙鉄人を生み出した連邦国家。作中ではその詳細については深く言及されていない。
インガ・ブリンク
アリシア連邦の工作員。漆黒の衣を身にまとい、流星と同じ拳法の流派「星心大輪拳」を振るう女性格闘家でもある。ブラックナイトとともにホロスコープススイッチを強奪したうえ、仮面ライダー部の宇宙への出発を妨害しようとするが、これはキョーダインの覚醒を阻止するためだった。
- 名前は『キョーダイン』に登場した、ガブリンクィーンのアナグラム。

その他の登場作品
『仮面ライダー×仮面ライダー ウィザード&フォーゼ MOVIE大戦アルティメイタム』
『フォーゼ編』に登場。流星の同僚のインターポールの捜査員として登場する。

ブリンク博士
インガの父親で宇宙鉄人やXVIIを開発したアリシア連邦の科学者。自我に目覚めて覚醒したキョーダインに抹殺された。

### その他の登場人物
小松 種夫（）
天ノ川学園高校の教諭。コンピューターを教えている。大杉と仲が良いが、仮面ライダー部や弦太朗がフォーゼであることについては何も知らないが、町で噂になっていることから手作りのフォーゼのキャラ弁を食べていた。

財団X
『仮面ライダーW』他複数の作品に登場する、闇の組織にして死の商人。我望たちホロスコープスとの取引現場をインガとブラックナイトに急襲され、ホロスコープススイッチの複製品をケースごと奪われる。詳しくは財団Xを参照。

### アストロスイッチを持った者たち
終盤でフュージョンスイッチをマテリアライズするため、それぞれフォーゼ用のアストロスイッチをオンにした人々。そのほとんどは仮面ライダー部のメンバーと彼らに関わった、学園の生徒や卒業生そして教師である。
| No. | アストロスイッチ   | 担当者           | 所属・備考                                      | 関連するゾディアーツ       | 登場話                    |
| --- | ------------------ | ---------------- | ----------------------------------------------- | -------------------------- | ------------------------- |
| 01  | ロケット           | 歌星賢吾         | 仮面ライダー部副部長                            |                            | レギュラー                |
| 02  | ランチャー         | 三浦俊也         | アメフト部→写真部                               | オリオン・ゾディアーツ     | 1,2,13,14                 |
| 03  | ドリル             | 我望光明         | 理事長                                          | サジタリウス・ゾディアーツ | レギュラー                |
| 04  | レーダー           | 牧瀬弘樹         | 天文部                                          | ピクシス・ゾディアーツ     | 11,12,37                  |
| 05  | マジックハンド     | 鵜坂律子         | ゴスグループ 卒業生                             | アルター・ゾディアーツ     | 9,10,25,26                |
| 06  | カメラ             | 山本麻里         | 写真部 三浦のガールフレンド                     |                            | 13,14                     |
| 07  | パラシュート       | 野々村公夫       |                                                 | リンクス・ゾディアーツ     | 17,18                     |
| 08  | チェーンソー       | 新田文博         | フェンシング部                                  | ユニコーン・ゾディアーツ   | 5,6                       |
| 09  | ホッピング         | 諸田先生         | 数学教師                                        |                            | 9,48                      |
| 10  | エレキ             | JK               | 仮面ライダー部部員                              |                            | レギュラー                |
| 11  | シザース           | 宇津木遥         | 教師                                            |                            | 21,22,48                  |
| 12  | ビート             | 阿部純太         | 天高グリークラブ 元山の親友                     |                            | 15,16                     |
| 13  | チェーンアレイ     | 佐竹輝彦         | 佐竹剛の息子                                    | ハウンド・ゾディアーツ     | 7,8                       |
| 14  | スモーク           | 小松種夫         | #その他の登場人物を参照。                       | #その他の登場人物を参照。  | #その他の登場人物を参照。 |
| 15  | スパイク           | 野本仁           | 陸上部 卒業生                                   | ドラゴン・ゾディアーツ     | 19,20,25,26               |
| 16  | ウインチ           | 鳥居崎ミサ       | みにくいアヒルの子の会                          |                            | 23,24                     |
| 17  | フラッシュ         | インガ・ブリンク | #アリシア連邦を参照。                           | #アリシア連邦を参照。      | #アリシア連邦を参照。     |
| 18  | シールド           | 五藤東次郎       | JKの親友                                        | カプリコーン・ゾディアーツ | 35,36                     |
| 19  | ガトリング         | 繁野ジュン       | 美羽のサイドキックス チアリーダー部部長         |                            | 1 - 5,7, 25,41,42         |
| 20  | ファイヤー         | 野座間友子       | 仮面ライダー部部員                              |                            | レギュラー                |
| 21  | ステルス           | 佐久間珠恵       | 美羽のサイドキックス 卒業生                     | カメレオン・ゾディアーツ   | 1 - 4,25,26               |
| 22  | ハンマー           | 佐竹剛           | 教師                                            |                            | 7,8,48                    |
| 23  | ウォーター         | 黒木蘭           | 仮面ライダー部仮入部                            | ピスケス・ゾディアーツ     | 29,30,45,46,48            |
| 24  | メディカル         | 高村優希奈       | 弦太朗のクラスメイト                            |                            | 33,34                     |
| 25  | ペン               | 徳田弥生         | 新聞部 卒業生                                   | コーマ・ゾディアーツ       | 25,26                     |
| 26  | ホイール           | エリーヌ須田     | 転校生                                          | アクエリアス・ゾディアーツ | 37,38                     |
| 27  | スクリュー         | 広田玲子         | 次期クイーン候補                                |                            | 3,7,8,12                  |
| 28  | ハンド             | 倉持ゆり         | ゴスグループ 水泳部→無所属                      |                            | 9,10                      |
| 29  | スコップ           | 江口規夫         | みにくいアヒルの子の会                          | キグナス・ゾディアーツ     | 23,24                     |
| 30  | Nマグネット        | 風城美羽         | 仮面ライダー部会長                              |                            | レギュラー                |
| 31  | Sマグネット        | 大文字隼         | 仮面ライダー部部員                              |                            | レギュラー                |
| 32  | フリーズ           | 大杉忠太         | 教師 仮面ライダー部顧問                         |                            | レギュラー                |
| 33  | クロー             | 岡村雅美         | チアリーダー部 ゴスグループ                     |                            | 9,10                      |
| 34  | ボード             | 乙川美奈         | 鈴美の友達 DJジーン（JK）のネットラジオのファン |                            | 35,36                     |
| 35  | ジャイアントフット | 番長介           | 不良                                            |                            | 2,3,7,39                  |
| 36  | エアロ             | 母部田太朗       | みにくいアヒルの子の会                          |                            | 23,24                     |
| 37  | ジャイロ           | 甲田鈴美         | 乙川の友達 DJジーン（JK）のネットラジオのファン |                            | 35,36                     |
| 38  | ネット             | 草尾ハル         | 仮面ライダー部仮入部                            | ムスカ・ゾディアーツ       | 29,30,45,46,48            |
| 39  | スタンパー         | 元山惣帥         | 美術部                                          | ペルセウス・ゾディアーツ   | 15,16                     |
| 40  | コズミック         | 城島ユウキ       | 仮面ライダー部部長                              | ジェミニ・ゾディアーツ     | レギュラー                |

## 登場仮面ライダー
テレビシリーズより登場する仮面ライダーは、仮面ライダーフォーゼ#仮面ライダーフォーゼを参照。『仮面ライダーウィザード』の仮面ライダーは、仮面ライダーウィザード#仮面ライダーウィザードを参照。本節では本作品オリジナルのフォームについてのみ取り扱う。

### 仮面ライダーフォーゼ メテオフュージョンステイツ
フォーゼにメテオと弦太朗と友達の絆の力を加えた特殊強化形態。ステイツチェンジにはフォーゼドライバーに装填したフュージョンスイッチが用いられる。
頭部の形状はコズミックステイツに準じているが、カラーは白を基調としており、顔面の模様も異なる。また両肩から胸部にかけてメテオストームと同形状のプロテクタが装備され、右腕にもメテオギャラクシーが装備されている。フォーゼドライバーには□のソケットにフュージョンスイッチ、○のソケットにメテオスイッチがそれぞれ装填されており、ランチャーとドリルの各スイッチもそれぞれクリアバージョンに変化している。ステイツチェンジの際にはメテオの変身が強制解除され、宇宙を背景にフォーゼにメテオの幻影が一体化し、紫と金色の風に包まれる。
従来の喧嘩殺法やフォーゼモジュールに加え、メテオの拳法や特殊能力も使用出来るようになり、バリズンソードやメテオギャラクシーを武器とする。またキョーダインの攻撃を受け付けないほどの高い防御力を誇り、二大ライダーの能力を同時に駆使することで、コズミックステイツをも超越し、二人掛かりでも敵わなかったキョーダインを圧倒するほどの戦闘能力を発揮する。
- 本作品が宇宙をキーワードにした内容であったため、銀河を描いたものが決定デザインとなった[8]。塚田のアイデアでメテオと合体することとなり、田嶋のアイデアで銀河が胸に広がるものとなった[9]。顔中央ハイパーカーボンプレートにはプレアデス星団をイメージしたグラフィックが描かれている[8]。
- マスクはアップ・アクション用の2種、スーツはアップ・アクション兼用の1着が制作された[8]。メテオと同様の方式のスーツの分割構成となっており、胸のプロテクタは新規造形となっている[10]。メテオとメテオストームの中間ともいえるパープルのボディーカラーにマジョーラ調のグラデーション塗装を施している[10]。グローブはメテオに準じたディテールとなっており、右腕にはメテオのアクション用のメテオギャラクシーを装着している[10]。

必殺技
スターライトシャワー
メテオの必殺技とほぼ同じであるが、作中ではパンチの連打と同時にガトリングモジュールによる射撃も撃ち込んでいる。
ライダー超銀河フィニッシュ
コズミックステイツの必殺技。作中ではマシンマッシグラーから飛び出し、すれ違い様にスカイダインを斬り裂いた。
ライダーフュージョンドリルキック
メテオスイッチとドリルスイッチをオンにして発動する。ドリルモジュールを装着して跳び上がり、ベースステイツとメテオの幻影と共に急降下しながら跳び蹴りを放ち、さらにモジュールを利用した後ろ跳び回し蹴りを叩き込む。

## 登場怪人・ロボット

### 宇宙鉄人
本作品における最大の敵で、コズミックエナジーを動力源とする機械生命体。アリシア連邦でブリンク博士によって開発され、劇中では3体が登場した。

ブラックナイト
インガと行動を共にする宇宙鉄人。ディレクターズカット版では後のキョーダインのプロトタイプであることがインガの口から語られている。キョーダインとは違って自我に目覚めていないため言葉は一切話さないが、インガの指示に忠実に従う。
ガトリングモジュールの銃撃にも耐える防御能力の高い堅い装甲で覆われ、胸部には機銃を内蔵。白兵戦においてはブラッケスト・リーパーと呼ばれるレイピア状の片手剣を武器とする。
最後はインガを庇ってキョーダインに破壊された。 
- 元になったのは『キョーダイン』に登場するダダ兵団のブラックナイト。原典では5人が合体しているという設定のため、5つのスリットや胸の5つ穴など5体の要素を各所に入れている。

#### キョーダイン
アリシア連邦で開発された宇宙鉄人の兄妹。2体とも開発の過程でエネルギーの暴走によって自らの意思に目覚め、人類への反逆を目論むようになるが、ブリンク博士が死の間際に放ったXVIIの妨害電波によって宇宙鉄人の力を封印したため、人間に擬態した形態としての活動を余儀なくされていた。計画を実行に移すため、軍事衛星兵器「XVII」の完成を急いでいる。
動力源のコズミックエナジーを利用することで、ホロスコープスと同じくダスタードを生み出すことができる。必殺技として、握り合わせた手を突き出して放つ重力光線グラヴィトンXブラスターを持つ。最後はメテオフュージョンステイツのライダーフュージョンドリルキックを受け、2体纏めて倒された。
- 元になったのは『キョーダイン』のグランゼルとスカイゼル[出典 2]。
- 原典とは異なりグランが兄、スカイが妹とそれぞれ変更されている。悪役として登場させることには抵抗はあったが、「キャラクターを死蔵させるよりは使った方がいい」という意見が出たため、現在の形となったが、脚本の中島は「本物のキョーダインの模造品として生まれた悪のキョーダインという形にも出来たと思う」と発言している[5]。
- 敵として最初から登場することは決まっていたため、名前を変えてあくまでモチーフとして出すこととなり、大幅にデザインを変えるものとなった[13][14]。スカイジェットとグランカーは佛田の提案から原典同様、口をパクパクさせるデザインとなり、ビークル形態に組み替え変形できるようなデザインとなっている[13][14]。
- 回路を改造されてヒーロー側として登場させる、石ノ森アベンジャーズという続編構想も存在した[15]（詳しくは、仮面ライダー×仮面ライダー ウィザード&フォーゼ MOVIE大戦アルティメイタム#続編構想を参照）。
- 攻撃時には「キョー！」、攻撃を受けた際には「ダイン！」という声を入れている[16]。

グランダイン
宇宙鉄人の1体にして、冴葉晴海の正体。自分たち以外の存在を見下し、排除しようとする冷酷極まりない性格であるが、妹であるスカイダインにだけは愛情を寄せている面も見られる。
地上戦を得意とし、剛力で敵を攻めるパワーファイターで、両腕部に破壊光線発生器グランブラスターXを内蔵している。
- グランカーに変形することから、様々な自動車の意匠をデザイン時に組み込んだという。
- マスクはウレタン注形によるワンオフで、こめかみ部のライトと眼に電飾が仕込まれている。ウレタン注形だが、軟質樹脂で頭部メカをカバーしている構造で、後頭部のパーツを分割線にして、大きく開口部を開き、装着した後にベルクロで固定している。スーツは首から足首までの一体構造で、グローブ、ブーツ、マスクは別パーツという構成となっている。ライトなどのパーツは、全て軟質の透明樹脂で覆った2層構造となっている。

グランカー
グランダインが「チェンジ・グランカー」のコールで変形した宇宙装甲車。
優れた走破性を発揮し、体当たりによる地上重量戦を得意とする。スカイジェットを搭載するためのカタパルトが装備されており、共に月面でフォーゼと対決した。
その他の登場作品
『仮面ライダー×スーパー戦隊×宇宙刑事 スーパーヒーロー大戦Z』
スペースショッカーのレイダーが引き起こした魔法の暴走現象によって復活を果たす。他の構成員には協力せず、撃と正々堂々と戦いを挑む。
『スーパーヒーロージェネレーション』
PlayStation 3・PlayStation Vita用ゲーム。メインストーリー「メメントモリ攻略戦」とチャレンジステージ「エクソダスを追え」に登場。

スカイダイン
宇宙鉄人の1体にして、白山静の正体。スピードを生かした空中殺法と身軽な動きに優れており、両腕には折り畳み式のカッタースカイカッターを装備している。
- デザイン時は女性であることが想定されていなかったが、造形ではデザイン画よりも細身に見える成果を産んでいる。原典のモチーフを活かしつつ、悪役らしく見えるようにエッジを効かせたスタイリングとなっている。
- マスクはグランダイン同様ウレタン注形で、電飾が眼に仕込まれており、怪人のスーツと同様にスッポリと被る一体型のスタイル。スーツは女性らしさを出すためにライダーと同様にパーツをアンダースーツを着込んだ上に取り付ける形式である。

スカイジェット
スカイダインが「ゴージェット」のコールで変形した宇宙戦闘機。
優れた飛行性能を発揮し、高速飛行による突進や装備された小型ミサイルスカイミサイルで戦う。
その他の登場作品
『仮面ライダー×スーパー戦隊×宇宙刑事 スーパーヒーロー大戦Z』
スペースショッカーのレイダーが引き起こした魔法の暴走現象によって復活を果たす。その後は兄とともに行動する。
『スーパーヒーロージェネレーション』
メインストーリー「メメントモリ攻略戦」とチャレンジステージ「エクソダスを追え」に登場。どちらも、出現条件があるため、出現させずにステージをクリアすることも可能。

### 衛星兵器XVII（エックスブイツー）
仮面ライダー部が破壊を依頼された巨大人工衛星で、「XVII」は「17」をローマ数字に変換したもの。ブリンク博士によって開発された衛星兵器であり、同時に自我を持った宇宙鉄人にしてその「究極体」とも言える存在でもある。
物語開始の時点では未完成であるため、キョーダインは機体の完成を目指して躍起になっているが、過去に衛星軌道上から放った不完全な超重力子砲だけですら、その火力によって太平洋上に浮かぶ島1つを消滅させたとされる。この超重力子砲を始め様々な武装が備えられており、内部には侵入者を排除する機能や、キョーダインの活動を抑制する妨害電波発生装置も組み込まれている。キョーダインに乗っ取られた際には自爆しようとしたが、終盤で弦太朗と「ダチ」になった。
- 元になったのは『大鉄人17』のワンセブン[13][21]。シナリオ打ちで「宇宙で戦争」というコンセプトが出たことから宇宙ステーションを舞台にしたことと、すでにキョーダインが出ることが決まっていたため、要塞ワンセブンをモチーフとした宇宙ステーションとなった[22]。キョーダインのようにデザインを変えてしまうとワンセブンのように見えなくなってしまうことから、デザインはあまり変えていない[22][23]。だが、ロボットではなく宇宙ステーションであることから、全身のカラーリングはモノトーンでまとめている[23]。

XVII ワンセブンフォーメーション
XVIIが大変形した戦闘形態の超巨大ロボット。衛星軌道上からでも地上への攻撃が可能な超重力子砲グラビトンを発射する。
- 変形機構は原典より凝ったことをする考えもあったが、原典同様屈曲体勢から立ち上がることとなった。

その他の登場作品
『スーパーヒーロージェネレーション』
メインストーリー「狙われたコロニー」とチャレンジステージ「エクソダスを追え」の両方にボスとして登場。同作品では阿座上洋平が声を担当している。
『仮面ライダー×仮面ライダー ウィザード&フォーゼ MOVIE大戦アルティメイタム』
旅立った先に着いたディープスペースで、かつて弦太朗が出会った美咲撫子 / 仮面ライダーなでしこと出会い、彼女に弦太朗のことを話したことで彼女が地球へ戻る切っ掛けを作らせ、終盤ではなでしこを迎えにきた。

ブレイン
XVIIの心臓部であるマザーコンピュータ。内部にある主制御室ブレインルームの中央に鎮座している。ブリンク博士によってキョーダインの能力を封印していたが、封印が破壊されたことにより、キョーダインに乗っ取られる。
- 大きなコンピューターが出ることから頭の中にブレインを入れることとなった。
- デザインはCGで起こされている。大きなコンピューターであることから、頭の中に『大鉄人17』の敵の首領であるブレインを入れている。

### 複製ホロスコープス
インガに奪取された複製品のホロスコープススイッチ一式から、純粋なエネルギー体として作られたダミー。仮面ライダー部の宇宙への出発を妨害すべく、日本某所・空港Xに出現した。詳しい動向についてはそれぞれリンク先を参照。
このうち、タウラス・ジェミニ・ピスケス・サジタリウスの4体は仮面ライダー部とは初対面であり、弦太朗にその驚異の一端を知らしめた。
- スコーピオン・ゾディアーツ
- リブラ・ゾディアーツ
- ヴァルゴ・ゾディアーツ
- レオ・ゾディアーツ
- キャンサー・ゾディアーツ
- アリエス・ゾディアーツ
- カプリコーン・ゾディアーツ
- アクエリアス・ゾディアーツ
- タウラス・ゾディアーツ
- ジェミニ・ゾディアーツ
- ピスケス・ゾディアーツ
- サジタリウス・ゾディアーツ

## 用語
機動メカ ガンベース
XVIIの内部に無数に存在する戦闘用ドロイド。XVIIを守護する防衛システムである無人機動メカ。全方位プラズマカノンやミサイルポッド、前腕部のマジックハンドなどの武器を持つ。
- 元となったのは『キョーダイン』に登場するメンテナンスロボット・ゴンベスで、手の先から出る爪などは原典を踏襲している。当初のデザインコンセプトは「キョーダインの武器庫」で、本来は本作品よりも大きなサイズのイメージで、頭や腹部が開いてミサイルや武器が出るというもので、後ろの3本目の脚はキョーダインが付け根のステップに乗って走り回るというものであった。

パワーダイザー
エクソダス・マークIIに搭載して運ばれ、XVIIからの脱出時に隼が乗り込みキング・ダイザーとノリで名付けられた。また、月面上ではビークルモードの上にマシンマッシグラーをセットした状態でフォーゼが搭乗した。

軍事用パワーダイザー
XVIIの内部に配備されていた機体。既存の作業用機体との違いは腕に装備された二連装ガトリング砲。美羽が搭乗した左手にガトリング砲が付いた白い機体はクイーン・ダイザー、JKが搭乗した右手にガトリング砲が付いた迷彩色の機体はJK・ダイザーと各々にその場のノリで命名された。
- クイーンダイザーは元々、パワーダイザーの案として先に提出していたものである。

エクソダス・マークII
OSTO Legacyが入手した財団Xの大気圏離脱機で、『フォーゼ&オーズ』に登場したレム・カンナギが使用していたものと同型の機種である。コンピューターで操縦が制御され、仮面ライダー部の面々を宇宙へ運ぶ際に使用された。
- 前作ではクライマックスで宇宙に行ったため、本作品では中盤に置くものとなったが、後半は舞台が限定されることから、銃撃戦を序盤、カーチェイスを前半でやっている。

ホロスコープススイッチ
本作品では幹部用のオリジナルだけでなく、我望が財団Xと取引するはずだったコピー12個も登場する。

フュージョンスイッチ
フォーゼをメテオフュージョンステイツに変身させるスイッチ。XVIIのブレインによって設計図が作られ、弦太朗と絆を持った仮面ライダー部・天ノ川学園の生徒・教師・OB・OG、さらに我望・インガも含めた40人が、故障したそれぞれのアストロスイッチに想いを込めて一斉にONにすることにより、一気に解放された膨大なコズミックエナジーが収束してマテリアライズされた。
『MOVIE大戦アルティメイタム』にも登場し、フォーゼをメテオなでしこフュージョンステイツに変身させた。
- モチーフは地球儀。グラフィカルに処理された世界地図が貼り付けられており、大陸部分は凸処理となっている。

## キャスト
- 如月弦太朗 / 仮面ライダーフォーゼ - 福士蒼汰
- 歌星賢吾 - 高橋龍輝
- 城島ユウキ - 清水富美加
- 朔田流星 / 仮面ライダーメテオ - 吉沢亮
- 風城美羽 - 坂田梨香子
- 大文字隼 - 冨森ジャスティン
- 野座間友子 - 志保
- JK - 土屋シオン
- 大杉忠太 - 田中卓志（アンガールズ）
- 小松種夫 - 山根良顕（アンガールズ）
- 速水公平 - 天野浩成[11]
- 立神吼 - 横山一敏[11]
- 財団X幹部 - 成嶋涼[11]
- アナウンサー - 上宮菜々子（テレビ朝日）[11]
- インガ・ブリンク - 原幹恵
- ブリンク博士 - 西田健[11]
- 白山静 - 木下あゆ美
- 冴葉晴海 - 岡田浩暉
- 我望光明 - 鶴見辰吾

### 声の出演
- XVII - 磯部勉[27]
- 仮面ライダーウィザード - 白石隼也（特別出演）[11]

### 友情出演
- 佐竹剛 - 神保悟志[11]
- 宇津木遥 - 長澤奈央[11]
- 三浦俊也 - 水野真典[11]
- 佐久間珠恵 - 吉川まりあ[11]
- 繁野ジュン - 藤嵜亜莉沙[11]
- 広田玲子 - 橘ゆりか[11]
- 鵜坂律子 - 梶原ひかり[11]
- 野本仁 - 安藤龍[11]
- 黒木蘭 - ほのかりん[11]
- 草尾ハル - 荒木次元[11]
- 牧瀬弘樹 - 篠原孝文[11]
- 番長介 - 黒石高大[11]
- 新田文博 - 宇治清高[11]
- 佐竹輝彦 - 佐藤流司[11]
- 元山惣帥 - 秋元龍太朗[11]
- 阿部純太 - 田辺季正[11]
- 野々村公夫 - 山崎将平[11]
- 江口規夫 - 永嶋柊吾[11]
- 徳田弥生 - 鈴木かすみ[11]
- 五藤東次郎 - 川村亮介[11]
- 高村優希奈 - 秋月三佳[11]
- エリーヌ須田 - 滝沢カレン[11]
- 岡村雅美 - 鈴木米香[11]
- 倉持ゆり - 今村美歩[11]
- 山本麻里 - 石橋菜津美[11]
- 鳥居崎ミサ - 浅野かや[11]
- 甲田鈴美 - 城戸愛莉[11]
- 乙川美奈 - 村上穂乃佳[11]
- 母部田太朗 - 親川優志[11]
- 諸田先生 - 諸田敏[11]

### スーツアクター
- 仮面ライダーフォーゼ[11]、仮面ライダーウィザード[11] - 高岩成二
- 仮面ライダーメテオ[11] - 永徳
- ブラックナイト[11][28]、リブラ・ゾディアーツ[11] - 渡辺淳
- レオ・ゾディアーツ[11] - 横田遼
- グランダイン[11] - 岩上弘数（BOS アクション ユニティー）
- スカイダイン[11] - 人見早苗
- 藤田慧
- 高橋玲
- 高田将司
- 藤榮史哉
- 藤井祐伍
- 平木ひとみ
- 金田進一
- 岡田和也
- 神前元
- おぐらとしひろ
- 押川善文
- 神尾直子
- 大藤直樹
- 玄也
- 五味涼子
- 佐藤太輔
- 蔦宗正人
- 村井亮
- 的場耕二
- 蜂須賀祐一
- 竹内康博
- 岡田貴善
- 斉藤幸治
- 橋口未和
- 井口尚哉
- 片伯部浩正
- 野川瑞穂
- 徳田忠彦
- 大岩剣也
- 金子佳代
- 渡辺隼斗
- 松本竜一
- 内川仁朗
- 優光
- 小玉百夏
- 中田裕士
- 水野由香利
- つちださゆり
- 矢部敬三
- 金子起也
- 関谷健利
- 杉口秀樹
- 佐川正治
- 田之上生海
- 岡本正仁
- 大口与枝
- ピスケス・ゾディアーツ[29] - 林潔

## スタッフ
- 原作 - 石ノ森章太郎（石森章太郎プロ）
- 脚本 - 中島かずき
- 音楽 - 鳴瀬シュウヘイ
- 製作 - 鈴木武幸（東映）、平城隆司（テレビ朝日）、高木勝裕（東映アニメーション）
- 企画 - 白倉伸一郎（東映）、桑田潔（テレビ朝日）、日達長夫（東映ビデオ）、和田修治（アサツー ディ・ケイ）、松田英史（東映エージエンシー）、古澤圭亮（バンダイ）
- エグゼクティブプロデューサー - 杉山登（テレビ朝日）、加藤和夫（東映ビデオ）
- 撮影 - 倉田幸治
- 照明 - 斗沢秀
- 美術 - 大嶋修一
- 録音 - 畑幸太郎
- 編集 - 須永弘志
- 整音 - 曽我薫
- 助監督 - 伊藤良一
- 記録 - 上田ゆり
- 制作担当 - 板垣隆弘
- ラインプロデューサー - 平原大志
- 絵コンテ - なかの★陽
- 助監督 - 越知靖、三好勲、清水賢一
- ワイヤーアクションコーディネーター - 野口彰宏
- アクションコーディネーター補 - 渡辺淳・永徳（ジャパンアクションエンタープライズ）
- 進行主任 - 石井誠
- プロデュース補 - 髙橋勇樹（東映）、中世古裕美（テレビ朝日）
- 制作デスク - 武中康裕、小川真世
- キャラクターデザイン - 田嶋秀樹（石森プロ）、小林大祐・阿部統（PLEX）
- コスチュームデザイン - 竹田団吾
- クリーチャーデザイン - 麻宮騎亜
- 「仮面ライダーウィザード」ユニット
  - 演出協力 - 中澤祥次郎
  - プロデュース協力 - 宇都宮孝明
- 製作プロダクション - 東映テレビ・プロダクション
- スーパーバイザー - 小野寺章（石森プロ）
- プロデュース - 塚田英明・高橋一浩（東映）、本井健吾（テレビ朝日）
- 特撮監督 - 佛田洋
- 劇場版「フォーゼ・ゴーバスターズ」製作委員会（東映、テレビ朝日、東映アニメーション、東映ビデオ、アサツー ディ・ケイ、東映エージエンシー、バンダイ）
- 監督・アクション監督 - 坂本浩一
- 配給 - 東映[注釈 1]

## 音楽
主題歌「Voyagers」
歌 - 土屋アンナ / 作詞 - 藤林聖子 / 作曲・編曲 - COZZi
挿入歌
「Switch On!」
歌 - 土屋アンナ / 作詞 - 藤林聖子 / 作曲 - tatsuo
「Giant Step Rock'n Roll States edit.」
歌 - Astronauts / 作詞 - 藤林聖子 / 作曲 - 鳴瀬シュウヘイ / 編曲 - AYANO
「Life is SHOW TIME」
歌 - 鬼龍院翔 from ゴールデンボンバー / 作詞 - 藤林聖子 / 作曲・編曲 - tatsuo
ディレクターズカット版にて、ウィザードと複製ホロスコープスの戦闘シーンで使用された。

## 評価
丸の内TOEI1他全国304スクリーンで公開され、2012年8月4・5日の初日2日間で興収2億5,417万2,750円・動員21万7,655人を記録し、映画観客動員ランキング（興行通信社調べ）で初登場第1位を獲得し、最終興行収入は12億7,000万円（キネマ旬報調べ）を記録した。

## 他媒体展開

### ネットムービー
『ネット版 仮面ライダーフォーゼ みんなで授業キターッ!』（ネットばん かめんライダーフォーゼ みんなでじゅぎょうキターッ）は、2012年7月13日より東映特撮BBやテレ朝動画などで有料配信されたスピンオフネットムービー。
有料配信終了後も、YouTubeの「東映特撮 YouTube Official」にて2018年1月16日から4月17日まで配信が行われた。

#### キャスト（ネットムービー）
- 如月弦太朗 / 仮面ライダーフォーゼ - 福士蒼汰
- 歌星賢吾 - 高橋龍輝
- 城島ユウキ - 清水富美加
- 朔田流星 - 吉沢亮
- 風城美羽 - 坂田梨香子
- 大文字隼 - 冨森ジャスティン
- 野座間友子 - 志保
- JK - 土屋シオン
- 山田竜守 - 川原一馬
- 佐竹輝彦 - 佐藤流司
- 片桐平 - 西洋亮
- 有馬ひろみ[注釈 6] - 鈴木ふみ奈
- 番長介 - 黒石高大
- 水無瀬京子[注釈 6] - 大串彩佳
- 母部田太朗 - 親川優志
- 諸田先生 - 諸田敏
- 園田紗理奈 - 虎南有香
- 鬼島夏児 - タモト清嵐
- 立神吼 - 横山一敏
- 速水公平 - 天野浩成
- スーツアクタートークコーナー（本人）
  - 永徳
  - 高岩成二
  - 人見早苗
  - 渡辺淳
  - 藤井祐伍
  - 横田遼
  - 藤田慧

#### 声の出演（ネットムービー）
- タチバナ、ナレーション - 檜山修之
- ヴァルゴ・ゾディアーツ - 田中理恵
- スコーピオン・ゾディアーツ、ライダーマン - 竹本英史
- 仮面ライダー1号 - 稲田徹
- カプリコーン・ゾディアーツ - 川村亮介
- アクエリアス・ゾディアーツ - 滝沢カレン
- 仮面ライダーアクセル - 木ノ本嶺浩（友情出演）

#### スーツアクター（ネットムービー）
- 仮面ライダーフォーゼ[32]、仮面ライダーウィザード[32] - 高岩成二

#### スタッフ（ネットムービー）
- 原作 - 石ノ森章太郎
- 脚本 - 三条陸、長谷川圭一、田嶋秀樹
- 監督 - 山口恭平

#### 科目名
先輩ライダーを学べ！ラビットハッチで僕と握手
歴代のライダーとダチになりたい弦太朗。そんな彼が友子のサポートのもと、一癖も二癖もある先輩ライダーとの邂逅を繰り広げる。
- 如月弦太朗 / 仮面ライダーフォーゼ
- 野座間友子

ゲスト
- 壱・号・降・臨 - 仮面ライダー1号
- 万・能・右・腕 - ライダーマン
- 外・見・強・烈 - 仮面ライダーシン
- 敵・意・剥・出 - 仮面ライダーギャレン、タチバナ
- 質・問・不・用 - 仮面ライダーアクセル
- 指・輪・戦・士 - 仮面ライダーウィザード

天高生の全てを学べ！速水校長の特別面接
いまだ見つからぬ魚座のホロスコープス。そこで速水校長は、テレビシリーズでも登場がほんの少しぐらいしかない生徒や教師を呼び、面接と称してラプラスの瞳で探そうとする。
基本的に毎回様々な理由で失敗し立神に怒られるのが落ちになっている。
- 速水公平 / リブラ・ゾディアーツ
- 立神吼 / レオ・ゾディアーツ

ゲスト
- 巨・漢・合・唱 - 片桐平
- 水・泳・女・子 - 有馬ひろみ
- 番・長・野・郎 - 番長介
- 地・下・歌・姫 - 水無瀬京子
- 英・雄・陶・酔 - 母部田太朗
- 魚・座・発・見 - 諸田先生

ゾディアーツを学べ！ホロスコープス大喜利
ホロスコープスのことを知ってもらうべくキャンサーこと鬼島がホロスコープスを集めて大喜利を開催。ところがなぜかそこに隼も交じっていた。
司会
- 鬼島夏児 / キャンサー・ゾディアーツ

回答者
- ヴァルゴ・ゾディアーツ
- カプリコーン・ゾディアーツ
- アクエリアス・ゾディアーツ
- 大文字隼

アシスタント
- 山田竜守 / アリエス・ゾディアーツ

さそり座の女を学べ！園田紗理奈の憂鬱
テレビシリーズ序盤の主要人物であり、ダークネビュラへと送られたスコーピオン・ゾディアーツこと園田紗理奈。
なぜ彼女がダークネビュラに送られたのか、その真実を紐解くため知られざる彼女の日常が今明らかになる。
- 園田紗理奈

ゲスト
- 蠍・女・日・常 - 佐竹輝彦
- 恐・怖・乙・女 - ヴァルゴ・ゾディアーツ
- 苦・脳・皆・無 - 城島ユウキ
- 自・分・自・身 - 城島ユウキ

スーツアクターを学べ！JAE☆ホワチャートーク
仮面ライダー影の主役ともいうべき「スーツアクター」。
そんな彼らの真実を知るため流星&永徳のメテオコンビの司会の元、スーツアクターたちのガチンコトークが繰り広げられる。
Blu-ray / DVD版には映像特典として、「未・公・開・話」と題された未公開トーク集が収録されている。
司会
- 朔田流星
- 永徳（仮面ライダーメテオ）

ゲスト
- 高岩成二（16期 仮面ライダーフォーゼ）
- 人見早苗（36期 スカイダイン、仮面ライダーなでしこ）
- 渡辺淳（32期 リブラ、スコーピオン、サジタリウス、他）
- 横山一敏（16期 立神吼）
- 藤井祐伍（36期 キャンサー、ゾディアーツ色々）
- 横田遼（37期 レオ）
- 藤田慧（37期 ヴァルゴ、女性ゾディアーツ）

宇宙鉄人を学べ！キョーダイン超講座
新たなる敵『宇宙鉄人』。このことをもっと詳しく知るため賢吾、ユウキ、美羽、JKの4人はタチバナの講義を受けることに。
本作品の敵『宇宙鉄人』の元となった、76年度版についての様々なことをタチバナが解説していく。
講師
- タチバナ

受講生
- 歌星賢吾
- 城島ユウキ
- 風城美羽
- JK（神宮海蔵）

#### 各話リスト
| 話数 | サブタイトル   | 配信日              | 時限   | 時限    | 科目            |
| ---- | -------------- | ------------------- | ------ | ------- | --------------- |
| 1    | 壱・号・降・臨 | 第1回 2012年7月13日 | 月曜日 | 1時間目 | 先輩ライダー1   |
| 2    | 巨・漢・合・唱 | 第1回 2012年7月13日 | 月曜日 | 2時間目 | 天高生の全て1   |
| 3    | 十・二・星・座 | 第1回 2012年7月13日 | 月曜日 | 3時間目 | ゾディアーツ1   |
| 4    | 蠍・女・日・常 | 第1回 2012年7月13日 | 月曜日 | 4時間目 | さそり座の女1   |
| 5    | 俳・優・有・有 | 第1回 2012年7月13日 | 月曜日 | 5時間目 | スーツアクター1 |
| 6    | 水・泳・女・子 | 第2回 7月20日       | 火曜日 | 1時間目 | 天高生の全て2   |
| 7    | 万・能・右・腕 | 第2回 7月20日       | 火曜日 | 2時間目 | 先輩ライダー2   |
| 8    | 兄・妹・兄・弟 | 第2回 7月20日       | 火曜日 | 3時間目 | 宇宙鉄人1       |
| 9    | 恐・怖・乙・女 | 第2回 7月20日       | 火曜日 | 4時間目 | さそり座の女2   |
| 10   | 星・願・誘・惑 | 第2回 7月20日       | 火曜日 | 5時間目 | ゾディアーツ2   |
| 11   | 蟹・座・復・活 | 第3回 7月27日       | 水曜日 | 1時間目 | ゾディアーツ3   |
| 12   | 此・処・変・変 | 第3回 7月27日       | 水曜日 | 2時間目 | スーツアクター2 |
| 13   | 外・見・強・烈 | 第3回 7月27日       | 水曜日 | 3時間目 | 先輩ライダー3   |
| 14   | 美・食・鉄・人 | 第3回 7月27日       | 水曜日 | 4時間目 | 宇宙鉄人2       |
| 15   | 番・長・野・郎 | 第3回 7月27日       | 水曜日 | 5時間目 | 天高生の全て3   |
| 16   | 変・型・自・在 | 第4回 8月3日        | 木曜日 | 1時間目 | 宇宙鉄人3       |
| 17   | 地・下・歌・姫 | 第4回 8月3日        | 木曜日 | 2時間目 | 天高生の全て4   |
| 18   | 人・物・造・形 | 第4回 8月3日        | 木曜日 | 3時間目 | スーツアクター3 |
| 19   | 苦・脳・皆・無 | 第4回 8月3日        | 木曜日 | 4時間目 | さそり座の女3   |
| 20   | 敵・意・剥・出 | 第4回 8月3日        | 木曜日 | 5時間目 | 先輩ライダー4   |
| 21   | 英・雄・陶・酔 | 第5回 8月10日       | 金曜日 | 1時間目 | 天高生の全て5   |
| 22   | 黒・騎・悪・華 | 第5回 8月10日       | 金曜日 | 2時間目 | 宇宙鉄人4       |
| 23   | 暗・黒・星・雲 | 第5回 8月10日       | 金曜日 | 3時間目 | ゾディアーツ4   |
| 24   | 質・問・不・用 | 第5回 8月10日       | 金曜日 | 4時間目 | 先輩ライダー5   |
| 25   | 自・分・自・身 | 第5回 8月10日       | 金曜日 | 5時間目 | さそり座の女4   |
| 26   | 高・岩・万・歳 | 第6回 8月17日       | 土曜日 | 1時間目 | スーツアクター4 |
| 27   | 魚・座・発・見 | 第6回 8月17日       | 土曜日 | 2時間目 | 天高生の全て6   |
| 28   | 指・輪・戦・士 | 第6回 8月17日       | 土曜日 | 3時間目 | 先輩ライダー6   |

公式サイトでは配信日を曜日、話数を時限に見立てた時間割表として掲載されている。

### 他映画
『仮面ライダー×仮面ライダー ウィザード&フォーゼ MOVIE大戦アルティメイタム』（2012年12月8日公開）
『仮面ライダーウィザード』と『仮面ライダーフォーゼ』のクロスオーバー作品。本作品よりインガとXVIIが登場。
『仮面ライダー×スーパー戦隊×宇宙刑事 スーパーヒーロー大戦Z』（2013年4月27日公開）
仮面ライダーシリーズとスーパー戦隊シリーズ、それにメタルヒーローシリーズのクロスオーバー作品。本作品よりグランダインとスカイダインが登場。

### 小説
『小説 仮面ライダー フォーゼ〜天・高・卒・業〜』
インガが名前のみ登場。また本作品での出来事が「宇宙鉄人事件」として語られている。

## 映像ソフト化
- 仮面ライダーフォーゼ THE MOVIE みんなで宇宙キターッ!のメイキングキターッ!（DVD1枚組、2012年7月21日発売）
  - 撮影風景のドキュメンタリー、スタッフやキャストのインタビューを収録。
- ネット版 仮面ライダーフォーゼ みんなで授業キターッ!（1枚組、2012年12月7日発売、Blu-ray / DVDでリリース）
  - スピンオフネットムービー全28話を収録。前年までのDVD版に加え、Blu-ray版も新たにリリースされるようになった。
  - 映像特典
    - スーツアクターを学べ! JAE☆ホワチャートーク 未・公・開・話
    - PR集

  - 初回限定特典
    - はってはがせるシール
- 仮面ライダーフォーゼ THE MOVIE みんなで宇宙キターッ! 通常版（1枚組、2013年1月21日発売、Blu-ray / DVDでリリース）
  - 本編：劇場公開版本編を収録
  - 映像特典
    - TRAILER
- 仮面ライダーフォーゼ THE MOVIE みんなで宇宙キターッ! コレクターズパック（3枚組、2013年1月21日発売、Blu-ray / DVDでリリース）
  - ディスク1：本編ディスク（通常版と共通）
  - ディスク2：特典DVD1
    - 仮面ライダーフォーゼ THE MOVIE みんなで宇宙キターッ!のメイキングキターッ! 補完版

  - ディスク3：特典DVD2
    - 製作発表
    - 完成披露試写会舞台挨拶
    - 公開初日舞台挨拶
    - 大ヒット御礼舞台挨拶
    - 主題歌『Voyagers』PV
    - TV SPOT
    - DATA FILE
    - POSTER GALLERY

  - 初回限定特典
    - はってはがせるシール
    - 特製スリーブケース
- 仮面ライダーフォーゼ THE MOVIE みんなで宇宙キターッ! ディレクターズカット版（1枚組、2013年6月21日発売、Blu-ray / DVDでリリース）
  - 本編：約20分の未公開シーン、バトルシーンを追加、BGMの変更、本編とエンドロールを独立させるなどの再編集を施した本編を収録
  - 映像特典
    - IMAGE BOARD GALLERY

  - 音声特典
    - オーディオコメンタリー（監督・アクション監督：坂本浩一×プロデューサー：塚田英明）